# Joaquim Sarret

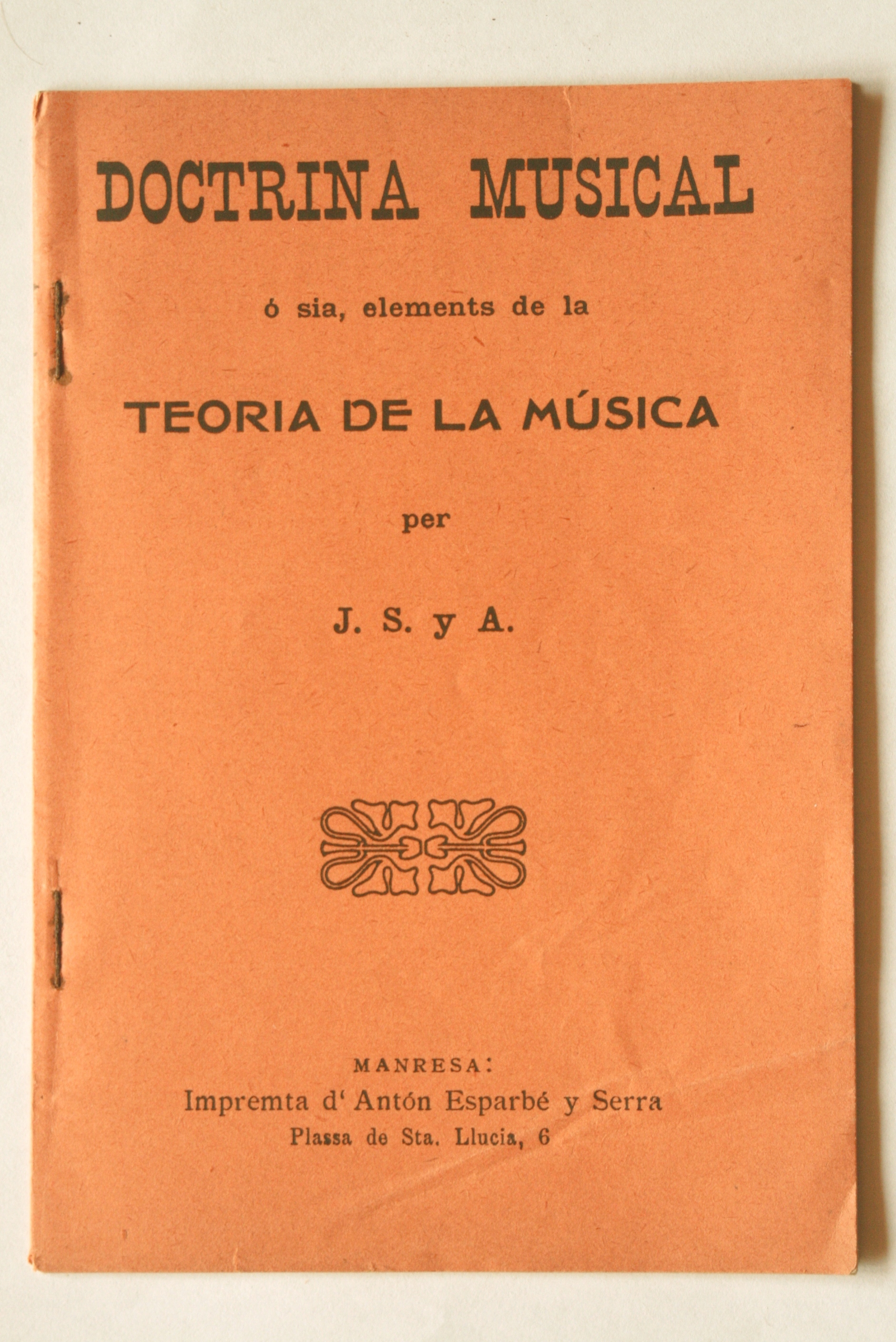
Portada de la Doctrina Musical que escribió y publicó Joaquim Sarret i Arbós.

Joaquim Sarret i Arbós (Manresa, 1853-1935) fue archivero, historiador y cantor español.

## Biografía
Cursó estudios primarios en el Colegio de San Ignacio de los Jesuitas de Manresa. Cuando hacía el bachillerato en este mismo colegio, se aprobó la expulsión de los jesuitas a raíz de la Revolución de 1868. Marchó a Igualada donde terminó el Bachillerato.
Durante treinta años fue cantor de la Capilla de Música de la Seu de Manresa. Cantó también en la Academia Filarmónica de Manresa (constituida en 1883) y en el coro claveriano de San José.
Fue fundador y presidente del Centre Excursionista de la Comarca de Bages. Era presidente y fundador de la Lliga Espiritual de Nuestra Señora de Montserrat. Fundó y dirigió la revista Mariana.
En 1896 fue nombrado Archivero Auxiliar de Manresa. Leonci Soler i March continuaba como Archivero honorario y cronista de la ciudad. La dedicación a la política y la posterior muerte de Soler i March, dieron el cargo a Sarret de Archivero municipal.
En 1917 el Institut d'Estudis Catalans le otorgó un premio por la ordenación y clasificación del Archivo. Era Académico de las Buenas Letras de Barcelona, Académico de la Lengua Catalana y académico de la Academia de Bellas Artes de San Fernando de Madrid. En 1933 fue nombrado Decano de los Archiveros de Cataluña.

## Obra
Es autor de más de treinta libros y numerosas publicaciones -muchas de ellas inéditas- sobre la historia de Manresa, entre las que destacan los cinco volúmenes de Monumenta histórica civitatis Minorisae (1921-1925).
Otros libros editados:
- La cèquia de manresa, escrita en catalán antiguo, describe la historia de la sequía de Manresa, editado el año 1906 en Manresa.
- El Incendio de Manresa : histórico : primer centenario 1811-1911 : homenaje á los héroes de la Independencia, 1911.
- Reial confraria dels Cossos Sants, 1912.
- Art i artistes manresans, 1916.
- Historia religiosa de Manresa, iglesias y capillas, 1924.
- Noticiero-guia de la muy noble, muy leal y benéfica ciudad de Manresa Obra escrita en español limitada a 600 ejemplares y editada el año 1955 en Manresa. Describe los diferentes edificios de la ciudad: Ayuntamiento, Juzgados, Matadero, Basílica, Hospitales, Iglesias y Cementerio, con fotos de principios del siglo XX y otros datos de interés..
- Història religiosa de Manresa: esglésies i convents, Manresa: Caixa d'Estalvis, D.L. 1987. ISBN 84-505-5060-2
- Història de l'estat polític-social de Manresa, Manresa: Caixa d'Estalvis, D.L. 1987. ISBN 84-505-5061-0
- Manresa en la guerra de la independència 1808-1814, Manresa: Caixa d'Estalvis, 1986. ISBN 84-505-2850-X
- Historia de Manresa, Manresa: Caixa d'Estalvis, 1984. ISBN 84-505-0259-4
- Història de la indústria, del comerç i dels gremis de Manresa, Manresa: Caixa d'Estalvis, D.L. 1981. ISBN 84-500-4611-4